# 三菱商事
三菱商事株式会社（みつびししょうじ、英: Mitsubishi Corporation）は、東京都千代田区丸の内に本社を置く三菱グループの大手総合商社。日経平均株価および読売株価指数、TOPIX Core30、JPX日経インデックス400の構成銘柄の一つ。　
三菱金曜会 および三菱広報委員会 の会員企業である。三菱UFJ銀行、三菱重工業とともに三菱グループ（旧三菱財閥）の「御三家」と呼ばれる。

## 概要・沿革
三井物産、住友商事、伊藤忠商事、丸紅と共に五大商社の一つ。単に「商事」と言った場合は三菱商事を指す。また、最近ではここに双日、豊田通商、兼松を追加して八大商社と称されることもある。
貿易仲介を中心とした口銭を稼ぐビジネスが中心であったが、藤野忠次郎が社長に就任した1970年代より資源開発への直接投資（天然ガスや原料炭）を手掛けるようになり、1980年代には菱食（現：三菱食品）など食料流通などのバリューチェーンの構築を展開、1990年代にはコンビニエンスストアチェーンのローソンを通じた消費者マーケットの開拓など、川上から川下までの領域にわたる投資や経営参画を通じて収益を上げる体質に変化し、収益拡大を目指している。

### 沿革
日本で初めての株式会社とされる坂本龍馬の海援隊が近江屋事件後に後藤象二郎に委ねられた。その後三菱財閥初代総帥の岩崎弥太郎に継承され、大坂（現在の大阪府）において海運業を生業とする九十九商会となった。九十九商会は後に、三菱商会、三菱蒸汽船会社（後の日本郵船）、三菱社と変遷している。4代目総帥の岩崎小弥太が確立した三菱の経営理念は「所期奉公」「処事光明」「立業貿易」である。大正時代に入ってから第一次世界大戦にかけて、取り扱い品目数の飛躍的向上をみたため、小弥太は各事業部門を独立させ、三菱合資営業部は「立業貿易」の方針に則り、1918年に総合商社である三菱商事として独立した。
第二次世界大戦後は旧三井財閥（三井グループ）の三井物産と並んでGHQの直接指令（財閥解体）によって解散し、174の会社に分裂したが、旧財閥系企業の活動制限緩和により、不二商事、東京貿易、東西交易の3社に集約された後、1952年に旧三菱商事の清算会社であった光和実業が財閥商号に関する法令に基づき、三菱商事の商号に復帰、1954年に3社を吸収する形で大合同を果たして復活した。同年より東京証券取引所に上場している。

## 部門・支店支社

### 本店
- 地球環境エネルギーグループ
- マテリアルソリューションズグループ
- 金属資源グループ
- 社会インフラグループ
- モビリティグループ
- 食品産業グループ
- S.L.Cグループ
- 電力ソリューショングループ

### 国内場所
- 北海道支社
- 秋田支店
- 東北支社
- 銚子支店
- 中部支社
- 関西支社
- 中国支社
- 九州支社

### 海外場所
（米州）
- キト支店

（欧阿中東）
- マドリード支店
- ロンドン支店
- ブリュッセル支店
- ワルシャワ支店
- アテネ支店
- イスタンブール支店
- アンカラ支店
- 他　駐在事務所等

（アジア・太平州）
- カラチ支店
- ニューデリー支店
- ダッカ支店
- クアランプール支店
- シンガポール支店
- マニラ支店
- オークランド支店
- 他　駐在事務所等

## 特徴

### 産学官連携
- 2001年（平成13年）6月22日 - 東日本電信電話株式会社、三菱電機株式会社、東京工科大学と共に、生体認証技術（バイオメトリクス）利用による「未来型キャンパスモデル」構築のためのビジネス・コンソーシアムを設立した[13]。
- 2005年（平成17年）4月 - 静岡大学、琉球大学、環境NGOアースウォッチと共に、サンゴ礁保全プロジェクトをスタートした。
- 2022年（令和4年）4月 - 東京大学協創プラットフォーム開発株式会社との産学連携のパートナーシップによりGaussy株式会社を設立。

### 海外プロジェクト探検隊
海外プロジェクト探検隊は、三菱商事が海外で展開するプロジェクト現場に高校生を派遣し、現場の模様や感じたことなどをウェブサイトや読売新聞を通じてリポートしてもらう体験ツアーである。今まで19回行われ、第1回はブルネイ、第2回はタイ王国、第3回は中華人民共和国、第4回はオーストラリア、第5回はカナダを訪れた。第6回は2008年（平成20年）3月26日から30日までシンガポールを訪れ、第7回は2008年8月5日から9日まで香港、深圳を訪れ、第8回は2009年3月24日から29日までハノイ、ホーチミン市を訪れた。第9回は第2回以来のタイ王国で、2012年7月30日から8月4日までバンコク、アユタヤなどを訪れた。第10回は2013年8月20日から8月24日までジャカルタを訪れた。第11回は第6回以来のシンガポールとマレーシアを訪れた。第12回は2015年7月31日から8月2日まで初の日本国内となる東北地方と、8月25日から29日までジャカルタを訪れた。第13回は2016年8月24日から29日までロサンゼルス、フレズノを訪れた。第14回は2017年7月31日から8月5日までヤンゴン、マンダレーを訪れた。第15回は2018年8月6日から11日までスラウェシ島を訪れた。第16回は2019年7月22日から27日までオランダとイギリスを訪れた。
第17回は新型コロナウイルス感染症の感染防止を考慮し、恒例の海外訪問は中止となった。2020年12月から2021年1月までの5日間、5都府県から高校生27人が参加し、二酸化炭素貯留にかかわるアイデアを練るため、オンライン上で議論を交わした。
2021年8月から12月にかけて4日間行われた第18回は、「私たちの未来のために ～脱炭素社会とエネルギー～」をテーマに26人の高校生がオンラインで参加、活発な議論が繰り広げられた。
第19回は2022年8月3日から3日間、東京都と秋田県を訪れ、デジタルトランスフォーメーションや再生可能エネルギーをはじめとしたカーボンニュートラル社会に向けた取り組みをリポートした。
第20回は2023年は8月2日から3日間、秋田県を訪れ、地域活性化のアイデアを学んだ。
5年ぶりの海外派遣となる第21回目はインドネシアを訪れ、都市開発や地熱発電所、自動車バリューチェーンといったさまざまな現場を視察し、三菱商事の多様な事業と、海外において日本企業が果たす役割や海外で働く醍醐味を取材し、将来の展望を考えた。

## 本社（本店）所在地

### 三菱商事ビルディング
東京都千代田区丸の内2-3-1（本店登記住所）
- 監査部
- 経営企画部
- コーポレートスタッフ部門
- 地球環境エネルギーグループ
- マテリアルソシューショングループ
- 金属資源グループ

### 丸の内パークビルディング
東京都千代田区丸の内2-6-1
- 社会インフラグループ
- モビリティグループ
- 食品産業グループ
- S.L.Cグループ
- 電力ソリューショングループ

## グループ企業
証券コード順に記載した。

### 上場子会社
- 2003 日東富士製粉
- 2651 ローソン
- 2892 日本食品化工
- 6366 千代田化工建設
- 7451 三菱食品

以上5社（2024年3月31日現在）

### 上場関連会社など
- 2109 DM三井製糖 - 三井物産との合弁。
- 2216 カンロ
- 2296 伊藤ハム米久ホールディングス
- 2393 日本ケアサプライ
- 2612 かどや製油
- 5105 TOYO TIRE
- 5258 トランザクション・メディア・ワークス
- 7211 三菱自動車工業
- 8076 カノークス
- 8103 明和産業
- 8194 ライフコーポレーション
- 8228 マルイチ産商
- 8593 三菱HCキャピタル

以上13社（2024年3月31日現在）

### 主な子会社・関連会社
- アストモスエネルギー
- 五十鈴
- エム・エス・ケー農業機械 - 農業機械の輸入販売を行う。
- エム・シー・ヘルスケア
- エムシー・ファーティコム
- エム・シー・シー
- MCアビエーション・パートナーズ
- ジエコ
- 成城石井
- ダイヤ昭石
- ダイヤモンド・リアルティ・マネジメント
- タンゲラン都市開発
- ディーアールアイ・インディア
- 東洋冷蔵
- 日本農産工業
- 日本スペースイメージング - 宇宙通信。全株式譲渡、合併により消滅
- 日本タタ・コンサルタンシー・サービシズ
- 丸の内インフラストラクチャー
- 丸の内イノベーションパートナーズ
- 丸の内キャピタル
- 三菱商事ケミカル
- 三菱商事プラスチック
- 三菱商事RtMジャパン
- 三菱商事マシナリ - 発電・化学・製鉄プラント関連機器の提供及び改修工事、鉄道車両・舶用機械・航空機・防衛装備品などの各種機械設備・部品の輸出入を手がける機械専門商社。
- 三菱商事テクノス
- 三菱商事ライフサイエンス
- 三菱商事ロジスティクス
- 三菱商事パッケージング
- 三菱商事クリーンエナジー
- 三菱商事エナジーソリューションズ
- 三菱商事洋上風力
- 三菱商事都市開発
- 三菱オートリース - 三菱HCキャピタルとの共同出資。
- 三菱商事フィナンシャルサービス
- 三菱商事フューチャーズ - 社名の「フューチャーズ」（futures。未来）から分かるように、商品先物取引の受託、外国為替証拠金取引を行なっている。
- 三菱商事アセットマネジメント
- 三菱商事エネルギー
- ミテニ
- メタルワン
- レンタルのニッケン
- ロイヤリティマーケティング - クレジットカード決済代行を行っている。
- ローソン銀行

（現地法人）
- 欧州三菱商事会社
- 北米三菱商事会社
- 米国三菱商事会社
- 三菱商事（上海）

### 出資該当企業群

#### 三菱商事を筆頭株主としている上場企業
- 7475 アルビス
- 2266 六甲バター

#### 三菱商事を主要株主としている企業
- 山崎製パン
- 日清食品ホールディングス
- ENEOSホールディングス/ENEOS（旧：三菱石油→日石三菱→新日本石油→JXホールディングス→JXTGホールディングス）
- いすゞ自動車
- 良品計画
- 伊勢化学工業
- 永谷園ホールディングス
- 三菱総合研究所
- SECカーボン
- テイカ
- 北海製罐/トーモクグループ
- リケンテクノス
- ユニカフェ
- unerry
- Gaussy
- 三菱鉱石輸送
- 神明ホールディングス
- サニーメイズ
- 東京フットボールクラブ（旧東京ガスサッカー部が母体のJリーグクラブ・FC東京の運営会社）
- アール・エフ・ラジオ日本（日本テレビホールディングス傘下）

## 不祥事
- 2017年8月10日午前0時ごろ、三菱商事社員の男（35）が川崎市高津区の東急溝の口駅南口よりタクシーに乗車。その後自宅に到着し、降車時にドアを開けて逃走。乗車料金約7,000円が支払われていなかったことから、タクシーの運転手（49）が同社員を追走した所、胸付近を突いて転倒させた。警視庁品川署は強盗の疑いで同社員を逮捕した。

- 2010年9月14日、自宅に女性を連れ込んで乱暴などをしたとして、警視庁大森署は三菱商事社員の男（34）を強姦及び強制わいせつの疑いで2度にわたり逮捕した[15]。
- 2019年9月20日、シンガポールの石油関連子会社の中国籍社員が、社内規定違反を行い、損出が発生したとして解雇した。これに対し、元社員は「会社の決定の結果だ」と主張した[16]。

## 参考書籍
- 『現代総合商社論 ― 三菱商事・ビジネスの創造と革新』 三菱商事株式会社編集、堀口健治・笹倉和幸監修、早稲田大学出版部、2011年 ISBN 9784657110022